# اد اسعيد أوبراهيم (تاغجيجت)
اد اسعيد أوبراهيم هي إحدى مشيخات المملكة المغربية، تتبع جغرافيا لإقليم كلميم وإداريًا لتاغجيجت. يقدر عدد سكانها بـ 819 نسمة حسب الإحصاء الرسمي للسكان والسكنى لسنة 2004.